# 256

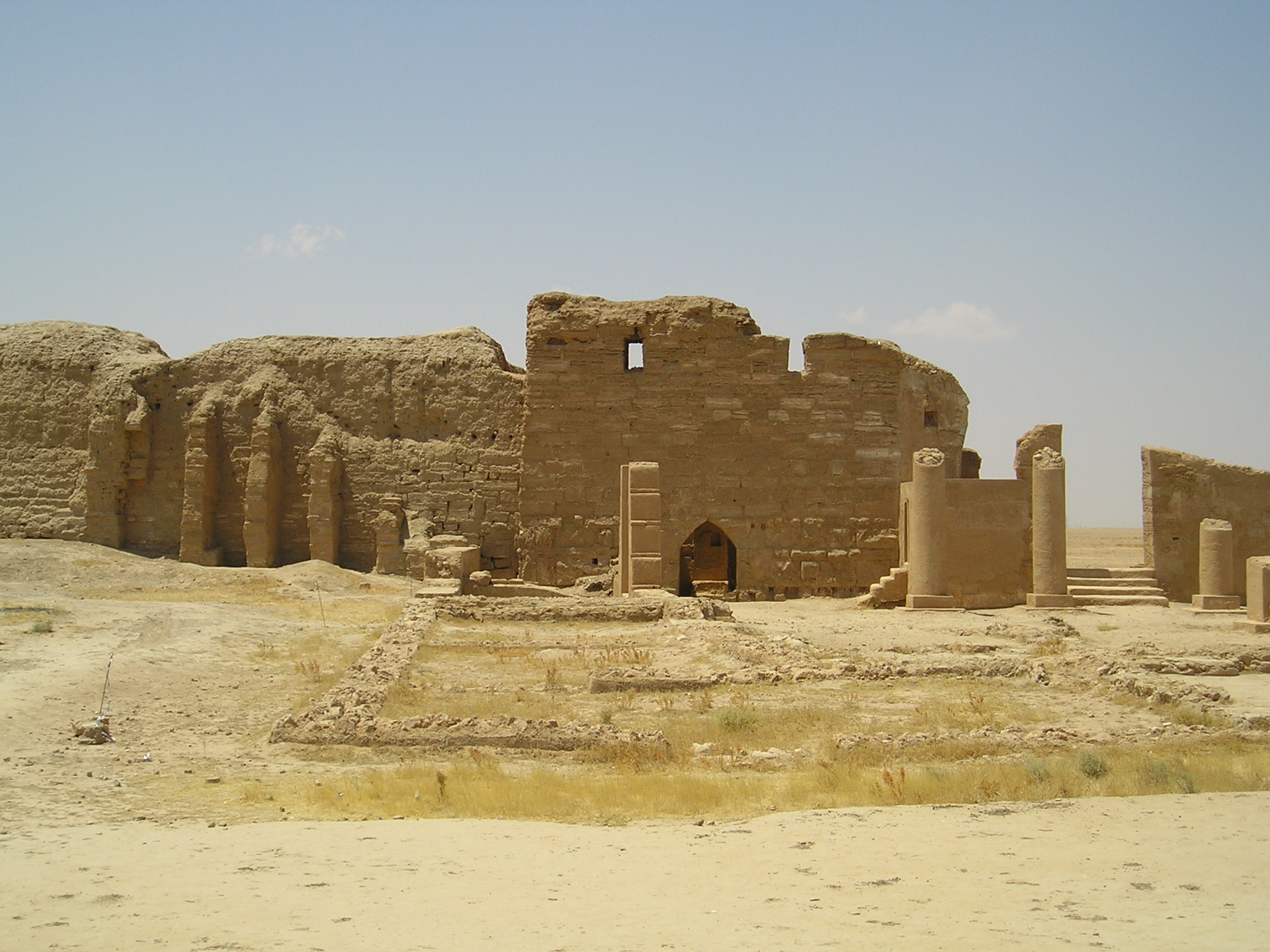
Tempel van Baäl in Dura Europos

Het jaar 256 is het 56e jaar in de 3e eeuw volgens de christelijke jaartelling.

## Gebeurtenissen

### Italië
- Keizer Valerianus I vaardigt een edict uit tegen de christenen in het Romeinse Rijk. Kerkelijke leiders (bisschoppen en priesters) worden zonder enige vorm van proces onthoofd.
- Lucius Domitius Aurelianus, militair adviseur van keizer Gallienus, inspecteert de Rijngrens (limes) en laat de fortificaties versterken.
- Valerianus, zoon van Gallienus, wordt door de Senaat tot caesar verheven en is een toekomstige troonopvolger van het Romeinse Rijk.

### Perzië
- Koning Shapur I valt Mesopotamië binnen en verovert Dura Europus aan de Eufraat, de stad wordt door de Perzen volledig verwoest.
- Het leger van de Sassaniden rukt dwars door Syria op en plundert de handelsstad Antiochië.

### Europa
- De Goten maken met hun vloot de Egeïsche Zee en de Zwarte Zee onveilig. Thessaloniki in Griekenland wordt bedreigd.

## Geboren
- Arius, theoloog en stichter van het arianisme (overleden 336)